# Словенска марка
Словенската марка или Марка Виндика (на словенски: Slovenska krajina, Slovenska marka; на немски: Windische Mark; на латински: Vindorum Marchiae, Marchia Slavica) е провинция на Свещената Римска империя през Средновековието на територията на днешна Словения.
На север е граничела със Сава, на Юг с Кулпа (Kolpa или Kupa). На запад Словенската марка стигала до Горна Крайна (Gorenjska) и до Вътрешна Крайна (Notranjska), на югоизток до Бяла Марка (Bela krajina) и на изток до планината Ускокен (Gorjanci).
Територията е наречена на „виндишите“, както тогава са наричани днешните словени. Тя е маркграфство на Каролингското кралство и до 20 век част на Хабсбургска монархия. Голяма част от тази марка днес принадлежи към Долна Крайна (Dolenjska).

## История
Тя е спомената през 631 г. в хрониката на Фредегар като „marcha Winedorum“, Марка Виндика, която тогава е смятана за цяла Карантания.
Ото I Велики разделя от 960 г. Крайна на две марки, на наречената през 973 г. Марка Крайна (Creina marcha, Горна Крайна/Gorenjska) и Марка Виндика, която е свързана с долината Сан на Марка Савиния (Marka Savinja). През 976 г. е управлявана от херцозите на Каринтия. През 1012 г. Крайна е отделена от Херцогство Каринтия.
След 1036 г. Марка Виндика е отделена от долината Сан и е присъединена отново към Горна Крайна под двойното име Крайна и Марка Виндика (Krain und die Windische Mark), (1040 г. Крайна става самостоятелно маркграфство).
През 1077 г. Крайна и Марка Виндика отиват към патриарх Зигехарт от Аквилея.
Словенската марка или Марка Виндика не трябва да се бърка със Словеската марка (Slovenska krajina) от 18 век на Кралство Унгария.